# Stor-Rödfisktjärnen
Stor-Rödfisktjärnen är en sjö i Vindelns kommun i Västerbotten och ingår i Umeälvens huvudavrinningsområde. Sjön har en area på 0,189 kvadratkilometer och ligger 253,6 meter över havet. Stor-Rödfisktjärnen ligger i Tjäderberget norr Natura 2000-område.

## Delavrinningsområde
Stor-Rödfisktjärnen ingår i det delavrinningsområde (715293-165388) som SMHI kallar för Mynnar i Umeälvens vattendragsyta. Medelhöjden är 267 meter över havet och ytan är 5,4 kvadratkilometer. Det finns inga avrinningsområden uppströms utan avrinningsområdet är högsta punkten. Vattendraget som avvattnar avrinningsområdet har biflödesordning 2, vilket innebär att vattnet flödar genom totalt 2 vattendrag innan det når havet efter 122 kilometer. Avrinningsområdet består mestadels av skog (88 procent). Avrinningsområdet har 0,19 kvadratkilometer vattenytor vilket ger det en sjöprocent på 3,4 procent.